# Celso Oliveira
Celso Dias de Oliveira Júnior (São Paulo, 28 de outubro de 1988) é um canoísta brasileiro.

## Carreira
Integrou a delegação nacional que disputou os Jogos Pan-Americanos de 2011, em Guadalajara, no México.
Nos Jogos Pan-Americanos de 2015 conquistou a medalha de bronze na categoria K-2 1000m e prata na categoria K-4 1000m. 